# Matsumoto Ken
Ken Matsumoto (sinh ngày 28 tháng 8 năm 1987) là một cầu thủ bóng đá người Nhật Bản.

## Sự nghiệp câu lạc bộ
Ken Matsumoto đã từng chơi cho JEF United Chiba.